# Metriocnemus carmencitabertarum
Metriocnemus carmencitabertarum is een muggensoort uit de familie van de dansmuggen (Chironomidae). De wetenschappelijke naam van de soort is voor het eerst geldig gepubliceerd in 1997 door Langton & Cobo.